# Shaimaa El-Gammal
Shaimaa Abdulnabi Ismail El-Gammal (arabisch شيماء الجمال; * 30. Januar 1980 in Gizeh) ist eine ägyptische Fechterin.
Sie vertrat ihr Land bei den Olympischen Sommerspielen 2000, 2004, 2008 und 2012. Der größte Erfolg hierbei war 2008 der achte Platz mit der Florett-Mannschaft. In den Einzelkonkurrenzen schied sie jeweils in der ersten Runde aus.
Ihre Schwester, Eman El-Gammal war ebenfalls Teilnehmerin an den Olympischen Sommerspielen 2008 und 2012.